# Kreuzkarspitze
Il   Kreuzkarspitze   è una montagna alta 2.587 metri sita nella catena montuosa dell'Hornbach nelle Alpi dell'Algovia in Austria.

## Geografia
La Kreuzkarspitze si trova nella provincia austriaca del Tirolo. Attraverso la vetta passa il confine tra i comuni di Elbigenalp a sud e quello di Hinterhornbach a nord. La montagna si erge nella catena montuosa dell'Hornbach, delimitata a sud dalla valle del Lech e a nord dalla valle dell'Hornbach. La cresta est è intagliata (2.458 m) verso il Noppenspitze ( 2.594 m). Tra le due cime si trova il Noppenkar che è separato dal Balschtekar dalla lunga cresta meridionale del Kreuzkarspitze. Dalla cresta occidentale del Kreuzkarspitze si erge il Balschtespitze (2.499 m), prima che la catena dell'Hornbach degradi fino allo Schöneggerscharte (2.257 m). A nord si trova il monte Kreuzkar.
Dalla cresta meridionale si innalza il Söllerköpfe (2.402 m) che poi prosegue attraverso il Balschtesattel (2.226 m) fino alla Rotwand (2.262 m). Sul versante settentrionale si trova un piccolo ghiacciaio senza nome, mentre ai piedi del Kreuzkar si trova il lago alpino di Kreuzkarsee (1.983 m).  La Kreuzkarspitze è costituita principalmente da fragile dolomia.

## Origine del nome
Il nome Kreuzkarspitze, punta della croce, deriva dal fatto che in antico la montagna o sue pertinenze erano sormontate da una croce, anche se il fatto non è documentato in modo esaustivo.  Difatti in quei tempi i contadini della valle del Lechtal sfruttavano i pascoli d'alpeggio della valle Hornbachtal e per farlo dovevano attraversare durante il periodo della transumanza del bestiame la catena dell'Hornbach, cosa che era possibile solo con il passaggio della Schöneggerscharte. Qui o probabilmente nelle vicinanze fu eretta una croce, come simbolo di protezione o fiducia. Una Crossspitze, ossia una croce di vetta,  è documentata nel 1775 e ma potrebbe essere riferita al monte Schreierkopf.

## Alpinismo
La cima Kreuzkarspitze fu scalata per la prima volta nel 1892 da Christian Wolff attraverso quella che oggi è detta la via normale. L'alpinista Felix Alexander von Cube e i suoi compagni sconosciuti scalarono per la prima volta la parete nord nel 1899 mentre Walter Lossen salì il sentiero dal Noppenkar alla cresta sud nel 1900. Anche la salita delle creste est e ovest ebbe successo nel 1900 ad opera di von Cube e Albert Schulze.

## Accesso

### Via normale
La base per la salita non segnalata della Kreuzkarspitze è il rifugio Hermann von Barth-Hütte (2.129 m). Da lì, il sentiero Enzensperger (sentiero 435) conduce verso est nel Balschtekar ove il percorso sale fino alla sella (2.348 m) tra il Kreuzkarspitze e il Nördlichem Söllerkopf, da qui seguendo la cresta sud fino alla vetta. Il punto piùimpegnativo del tour è una cresta di fronte alla cima anteriore occidentale, che richiede un'arrampicata di I grado. È consigliato per gli alpinisti che non soffrono di vertigini e hannoun passo sicuro nei passaggi accidentati.

### Scalata
Oltre alla via normale, relativamente facile, sulla Kreuzkarspitze esistono anche delle vie di arrampicata. Sia il fianco orientale che la cresta, nonché la cresta occidentale, presentano difficoltà variabili.